# 佩龙格乌迪
佩龙格乌迪（Perungudi），是印度泰米尔纳德邦Kancheepuram县的一个城镇。总人口23481（2001年）。

## 人口
该地2001年总人口23481人，其中男性12505人，女性10976人；0—6岁人口2867人，其中男1441人，女1426人；识字率71.57%，其中男性为77.37%，女性为64.97%。